# Rince Cochon
Rince Cochon est une bière à façon blonde à l'origine française mais actuellement brassée en Belgique pour le compte d'une société française. C'est une bière de fermentation haute, ayant un haut degré d'alcool (8,5 % alc./vol.). Elle est fabriquée à partir d'eau, de malt, de houblon, d'orge, et de levure.
La Rince Cochon a été conçue par le brasseur SBA et brassée par les brasseries Huyghe (2008-2009) et Haacht (depuis 2010). À la suite de la faillite de la Société Artisans de la bière, elle est commercialisée par la société Difcom.